# Undertow (Firefall)
| Recensione | Giudizio |
| ---------- | -------- |
| AllMusic   |          |

Undertow è il quarto album in studio del gruppo musicale statunitense Firefall, pubblicato nel marzo 1980 dalla Atlantic Records.

## Descrizione
Registrato ai Criteria Studios di Miami (Florida) e in altri studio statunitensi, Undertow è stato realizzato grazie anche alla partecipazione di alcuni musicisti ospiti: il percussionista Joe Lala, il pianista Paul Harris, il batterista Andy Newmark, Bill Payne all'organo e Tom Kelly ai cori.

## Tracce
Testi e musiche di Rick Roberts, eccetto dove indicato.
Lato A
1. Love That Got Away – 3:24
2. Headed for a Fall – 4:07
3. Only Time Will Tell – 3:12 (Larry Burnett)
4. Laugh or Cry – 3:12 (Rick Roberts, Mark Andes)
5. Stardust – 3:45

Lato B
1. If You Only Knew – 3:25
2. Some Things Never Changes – 4:07
3. Business Is Business – 2:20 (Larry Burnett)
4. Leave It Alone – 2:48 (Jock Bartley)
5. Undertow – 4:40

Tracce bonus nella riedizione CD del 1995
1. Just What You Need – 3:25 (Larry Burnett)
2. Crying in the Night – 2:56 (Stevie Nicks)
3. Lips – 3:28 (Larry Burnett, Matt Andes)

## Formazione
Gruppo
- Rick Roberts – voce solista, chitarra acustica ed elettrica, cori
- Larry Burnett – voce solista, chitarra ritmica elettrica, chitarra acustica, cori
- Jock Bartley – chitarra solista, slide guitar, chitarra elettrica, chitarra ritmica, chitarra acustica, voce (traccia 9)
- David Muse – flauto, sassofono, armonica, pianoforte elettrico e acustico, organo, sintetizzatore
- Mark Andes – basso
- Michael Clarke – batteria

Altri musicisti
- Joe Lala – conga, timbales, campanaccio, shaker, tamburello, güiro
- Mike Lewis – conduzione musicale e arrangiamento strumenti ad arco
- Bill Payne – organo (traccia 1)
- Paul Harris – pianoforte elettrico (traccia 2)
- Andy Newmark – batteria (tracce 4 e 5)
- Tom Kelly – cori aggiuntivi (traccia 4)
- Sandra Rhodes, Donna Rhodes e Charlie Chalmers – cori (traccia 5)
- Christopher Dennis – tambourine e cowbell (traccia 9)

Produzione
- Ron Albert – produzione (eccetto traccia 9)
- Howard Albert – produzione (eccetto traccia 9)
- Kyle Lehning – produzione (eccetto traccia 9), missaggio (eccetto tracce 3 e 5), ingegneria del suono (The Pasha Music House)
- Firefall – produzione (tracce 3 e 9)
- Bill Schnee – missaggio (tracce 3 e 5)
- Don Gehman – ingegneria del suono (Criteria Studios)
- Rick Allison – assistenza all'ingegneria del suono (Criteria Studios)
- Bruce Hensal – assistenza all'ingegneria del suono (Criteria Studios)
- Kevin Ryan – assistenza all'ingegneria del suono (Criteria Studios)
- Bob Castle – assistenza all'ingegneria del suono (Criteria Studios)
- Jim Sessody – assistenza all'ingegneria del suono (Criteria Studios)
- Duane Scott – ingegneria del suono (Northstar Studios)
- Julian Stoll – assistenza all'ingegneria del suono (Northstar Studios)
- Bill Shedd – assistenza all'ingegneria del suono (Northstar Studios)
- Duane Scott – ingegneria del suono (Applewood Studios)
- Mike Sanders – ingegneria del suono (The Pasha Music House)
- Duane Baron – ingegneria del suono (The Pasha Music House)
- Larry Brown – ingegneria del suono (The Pasha Music House)
- Bill Schnee – ingegneria del suono (Cherokee Recording Studios)
- George Marino – mastering
- Bob Defrin – grafica
- Jim Houghton – fotografia